# 루크 휴스
루크 휴스(Luke Trevor Hughes, 1984년 8월 2일 ~ )은 호주 출신의 프로 야구 선수이며, 호주 프로 야구 퍼스 히트의 소속 내야수이다.